# Expedice Bergans Bajkal 2010
Expedice Bergans Bajkal 2010 je název expedice, která probíhala v únoru a březnu 2010, kdy Václav Sůra a Pavel Blažek uskutečnili první český přechod (na délku) zamrzlého jezera Bajkal. Přechod byl úspěšně ukončen 19. 3. 2010 ve 13.01 Irkutského času (GMT+8) po 24 dnech 6 hodinách strávených na ledě. Přechod probíhal tzv. unassisted způsobem, což znamená, že k přechodu jezera nebylo použito psů ani tažných padáků. V kategorii unassisted se jednalo o druhý nejrychlejší přechod jezera Bajkal na světě.

## Průběh expedice

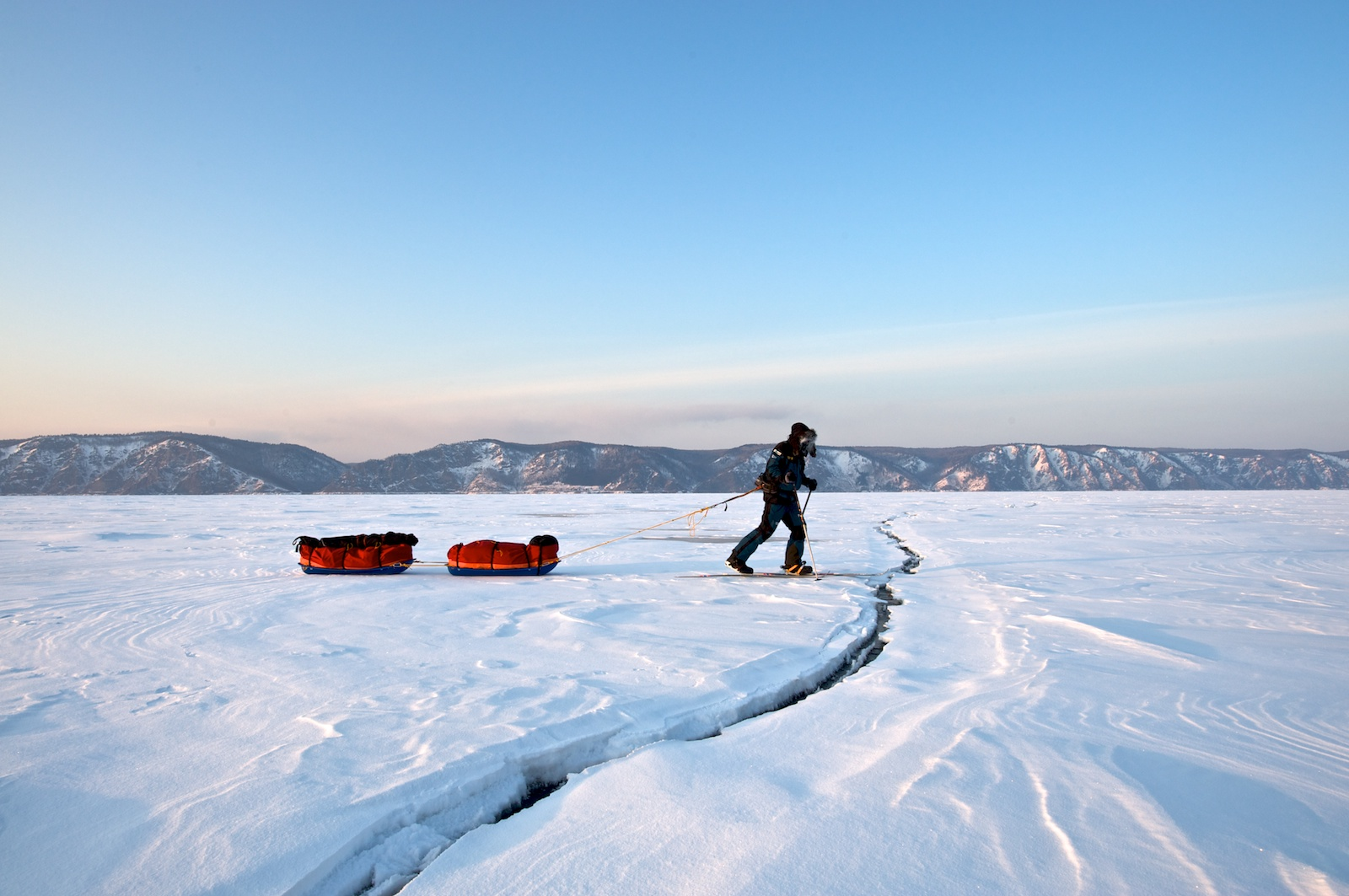
Expedice při překonávání trhliny

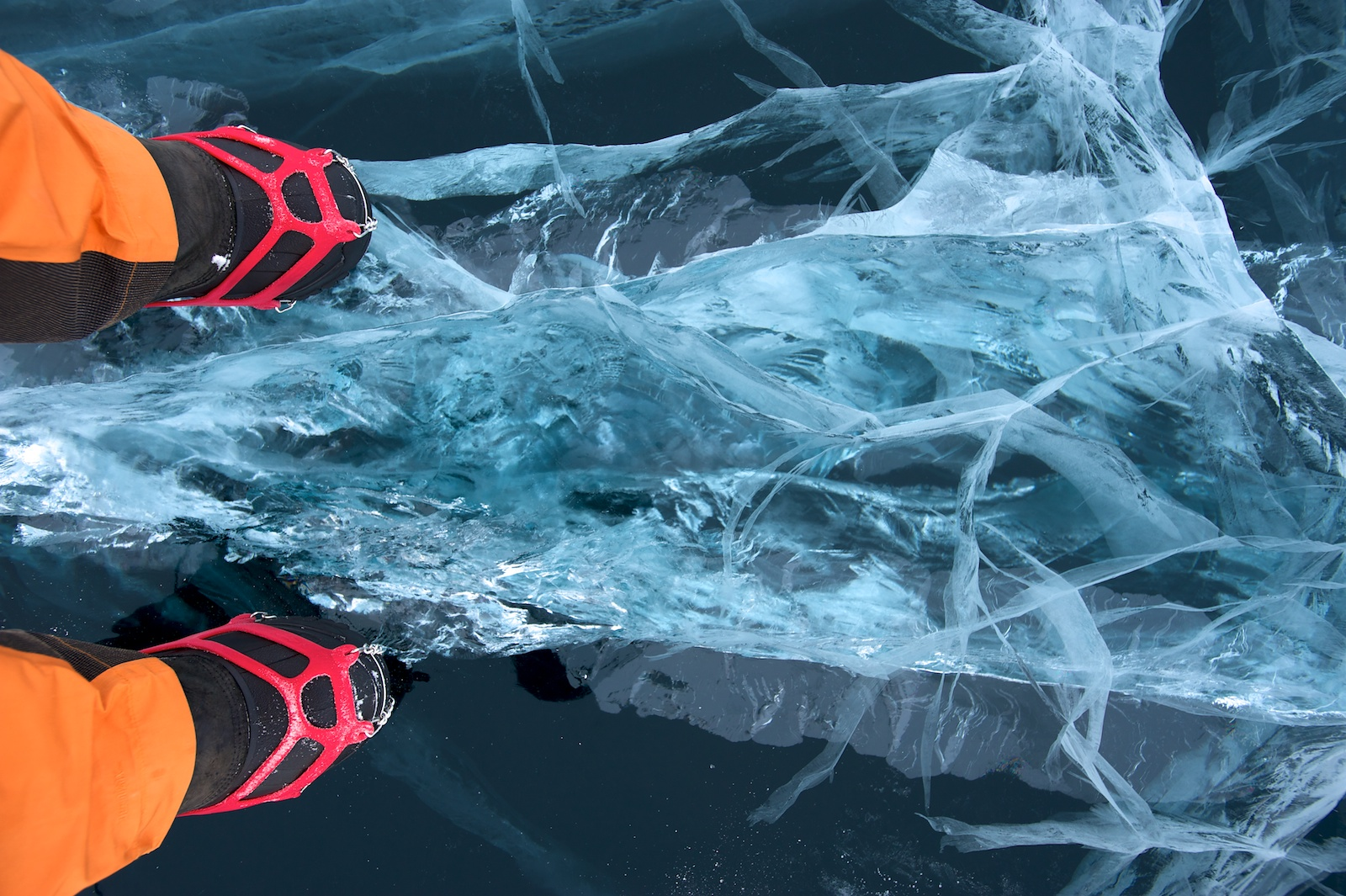
Praskliny v ledě na zamrzlém jezeře Bajkal.

Expedice Bergans Bajkal vyrazila i s veškerou výbavou z Prahy 21. 2. 2010. Letecky se dopravila do Irkutsku, kde proběhly poslední přípravy na přechod jezera jako například dokoupení benzínu do vařičů a konečné přebalení sledů. Samotný přechod byl zahájen 23. 2. 2010, kdy expedice poprvé vstoupila na led v nejjižnějším místě jezera poblíž vesnice Kultuk. Oba členové expedice, Václav Sůra a Pavel Blažek, za sebou táhli dvoje plně naložené expediční sáně, ve kterých měli uloženou veškerou výbavu a jídlo na 35–40 dnů, které na ledě plánovali strávit. Každý v sáních za sebou táhl 108 kg nákladu.
Z Kultuku směřovala expedice stále na sever a po celou dobu se držela víceméně ve středu jezera. Expedice se hned z kraje musela potýkat s nepříznivým počasím v podobě extrémně nízkých teplot (ráno v 9.00, 28. 2. byla naměřena vůbec nejnižší teplota -36 °C) a vichřic, které jim na jeden den úplně znemožnily pochod. Během prvních dnů expedice čelila také problémům se stanem, které ji provázely takřka od první noci. Tyto problémy vyvrcholily 5. den expedice, kdy byla expedice nucena spojit se pomocí satelitního telefonu s kontaktní osobou v Irkutsku a požádat o stan nový. Ten měl být doručen pomocí vznášedla přímo na jezero hned následujícího dne. Kvůli špatnému počasí a nulové viditelnosti se ale nepodařilo expedici na jezeře najít a doručení proto proběhlo až v noci o den později, kdy se počasí na několik hodin zlepšilo.
Expedice zpočátku postupovala pomaleji, než předpokládala – místo plánovaných 25 km se jí dařilo urazit pouze okolo 17 km denně. Situace se ale postupně zlepšovala a spolu s postupující aklimatizací se denní ušlá vzdálenost zvyšovala na téměř 30 km denně.
14. den byla expedice přesně v polovině vzdálenosti a za celou dobu také nejblíž pevnině, přestože se stále držela takřka uprostřed jezera. Expedice se totiž přiblížila na úroveň ostrova Olchon, který vyčnívá směrem do středu jezera, a expedice se tak octla pouhé desítky metrů od jeho břehů. Přestože spolu s časem stráveným na ledě začalo přibývat zdravotních i technických problémů, expedice si zachovala rychlé tempo postupu. Z těch vážnějších problémů, se kterými se expedice musela potýkat, to byl hlavně zánět šlach v levé noze Václava Sůry, pohmožděné paty Pavla Blažka a selhávající technika, která po více než dvou týdnech v extrémních mrazech začala vypovídat službu.
Vybavení celkově po téměř třech týdnech začínalo vykazovat známky opotřebení a i z toho důvodu se expedice pokusila zrychlit svůj postup na maximum a dokončit přechod co nejdříve. Nebyl to snadný úkol, protože právě v poslední části jezera výrazně ubylo čistých ledových ploch a naopak se objevovala rozsáhlá pole ledu pokrytého tlustou vrstvou umrzlého sněhu, přes který byl postup se sáněmi obtížnější. Předposlední den urazila expedice 36 km a přiblížila se na dohled k vesnici Nižněangarsk, která leží na nejsevernějším břehu jezera. Následující den, 19. 3. 2010, byl přechod ve 13.01 Irkutského času (GMT +8) úspěšně dokončen.

## Počasí, podmínky, povrch

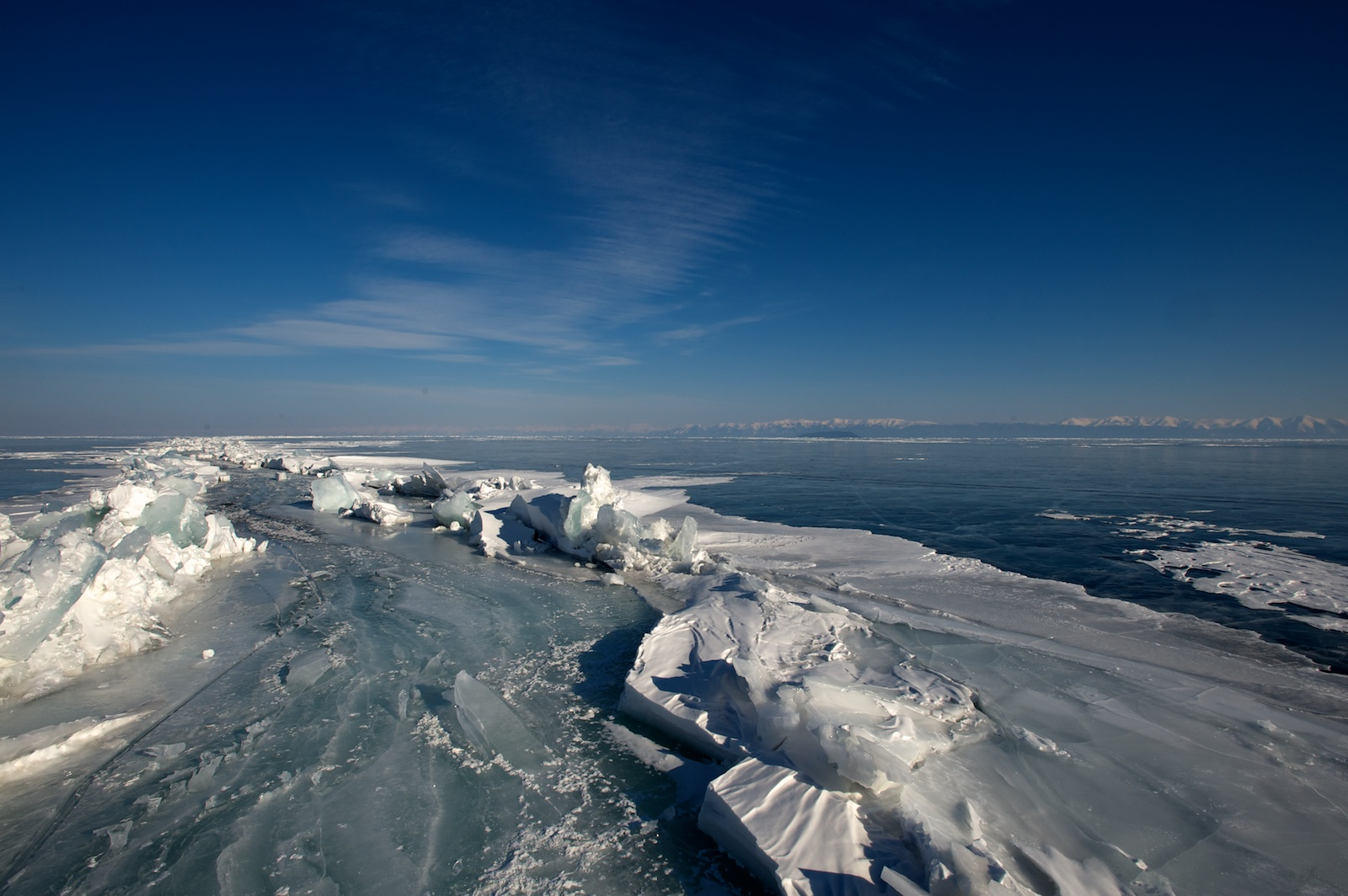
Led na zamrzlém jezeře Bajkal.

Jezero Bajkal se nachází v subarktickém podnebném pásu. Vzhledem k tomu, že se rozpíná takřka 650 km od jihu k severu, je nutné očekávat výrazné rozdíly v jednotlivých oblastech. Roční období jsou v oblasti Bajkalu oproti střední Evropě posunutá, takže období únor/březen, kdy přechod probíhal, je vlastně prostředkem zimy. Z hlediska počasí hrály pro expedici roli dva hlavní faktory – mráz a vítr. Po celou dobu expedice teploty nevystoupily nad -10 °C a většinou se pohybovaly kolem -20 °C. Minimální naměřená teplota byla -36 °C, ale v noci teploty klesaly ještě níže. V případě větru docházelo k výraznému poklesu pocitové teploty (viz anglický termín: wind chill), což je označení pro „stupeň ochlazení způsobeného kombinací větru a nízkých teplot.“ Pokud je teplota vzduchu např. -20 °C a fouká vítr o rychlosti 60 km/h, je pocitová teplota -36 °C. Vítr vál téměř pořád, často byl i velice silný - přesnou rychlost ale neměla expedice možnost změřit. Takřka výhradně vál protivítr, tzn. vítr ze severu k jihu.
Expedice se po celou dobu pohybovala po ledě jezera, který v této době dosahuje šířky přes 1 m. Povrch je ale velice proměnlivý – pole hladkého ledu se střídala s poli umrzlého sněhu, navátými závějemi, občasnými prasklinami a poli rozbitého a popraskaného ledu. Led neustále pukal a praskal, i když otevřená prasklina se na jeho povrchu objevila spíše výjimečně. Naopak velice častá byla pole s rozlámanými a následně znovu přimrzlými kusy ledu. K praskání ledu docházelo také v důsledku otřesů půdy, které jsou v geologicky poměrně činné oblasti jezera Bajkal obvyklé – podle místních obyvatel tam dochází až k 2000 drobných [zemětřesení] ročně. Expedice několik drobných zemětřesení zažila.

## Způsob překonání jezera

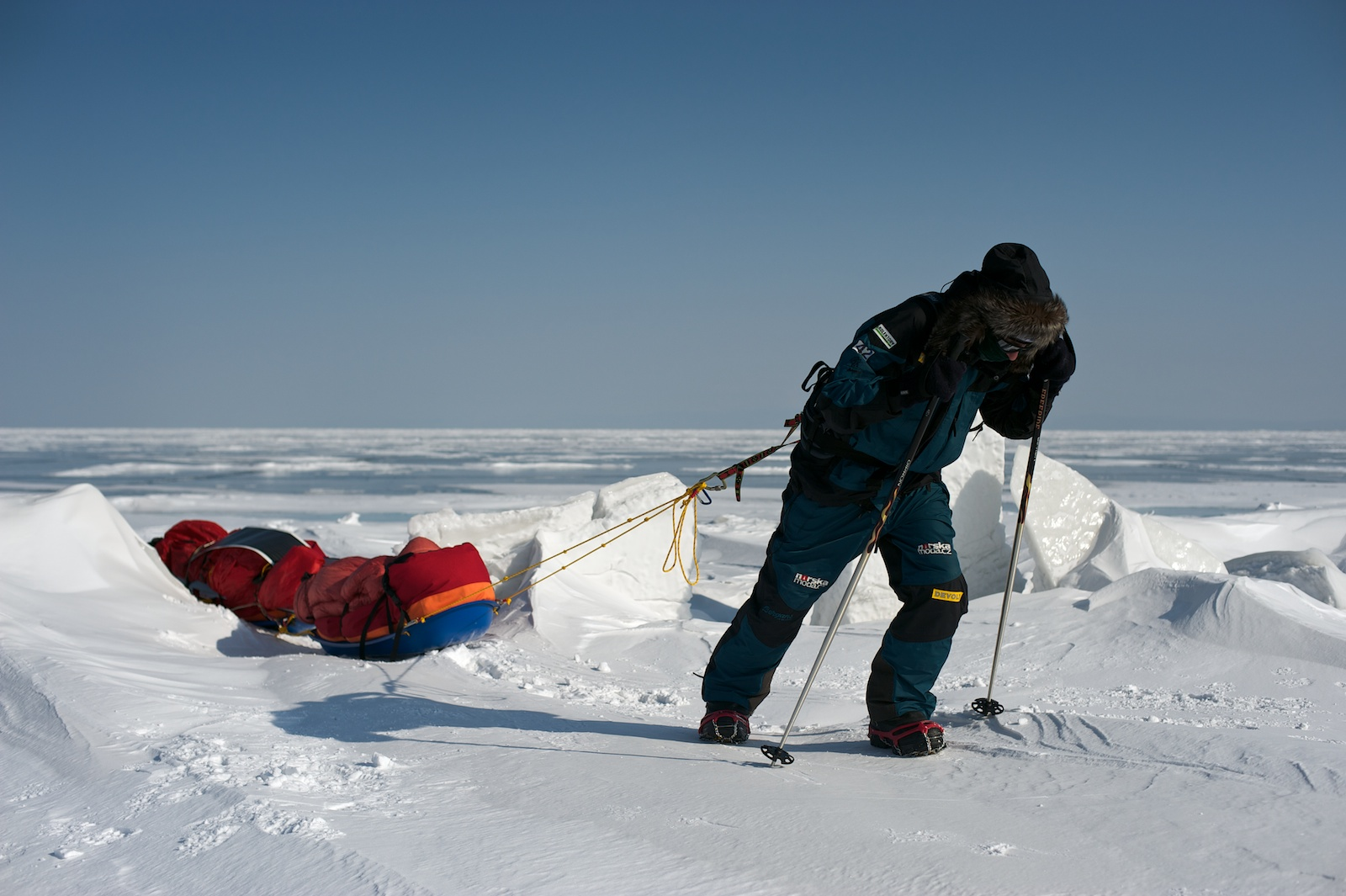
Expedice při přechodu jezera Bajkal.

Přechod jezera Bajkal proběhl ve směru z jihu na sever. Expedice se po celou dobu držela víceméně ve středu jezera a po celou dobu ani jednou nevstoupila na pevninu.
Přechod proběhl tzv. unassisted způsobem, což znamená, že k přechodu jezera nebylo použito psů ani tažných padáků. Expedice celou vzdálenost urazila pouze za pomoci lyží nebo bot se speciálními protiskluzovými nesmeky (návleky na boty z gumy a kovových řetízků s bodci).
Přestože expedice po celou dobu přechodu nedoplnila zásoby ani nevstoupila na pevninu, nelze přechod považovat za tzv. unsupported – bez podpory, protože expedice byla nucena v prvním týdnu vyměnit stan. Nebyla tedy splněna hlavní podmínka pro kategorii unsupported – dokončit expedici s tím, s čím byla započata a po celou dobu nejen nic nepřijmout, ale ani nevyměnit nebo nevyhodit.

## Technika, komunikace

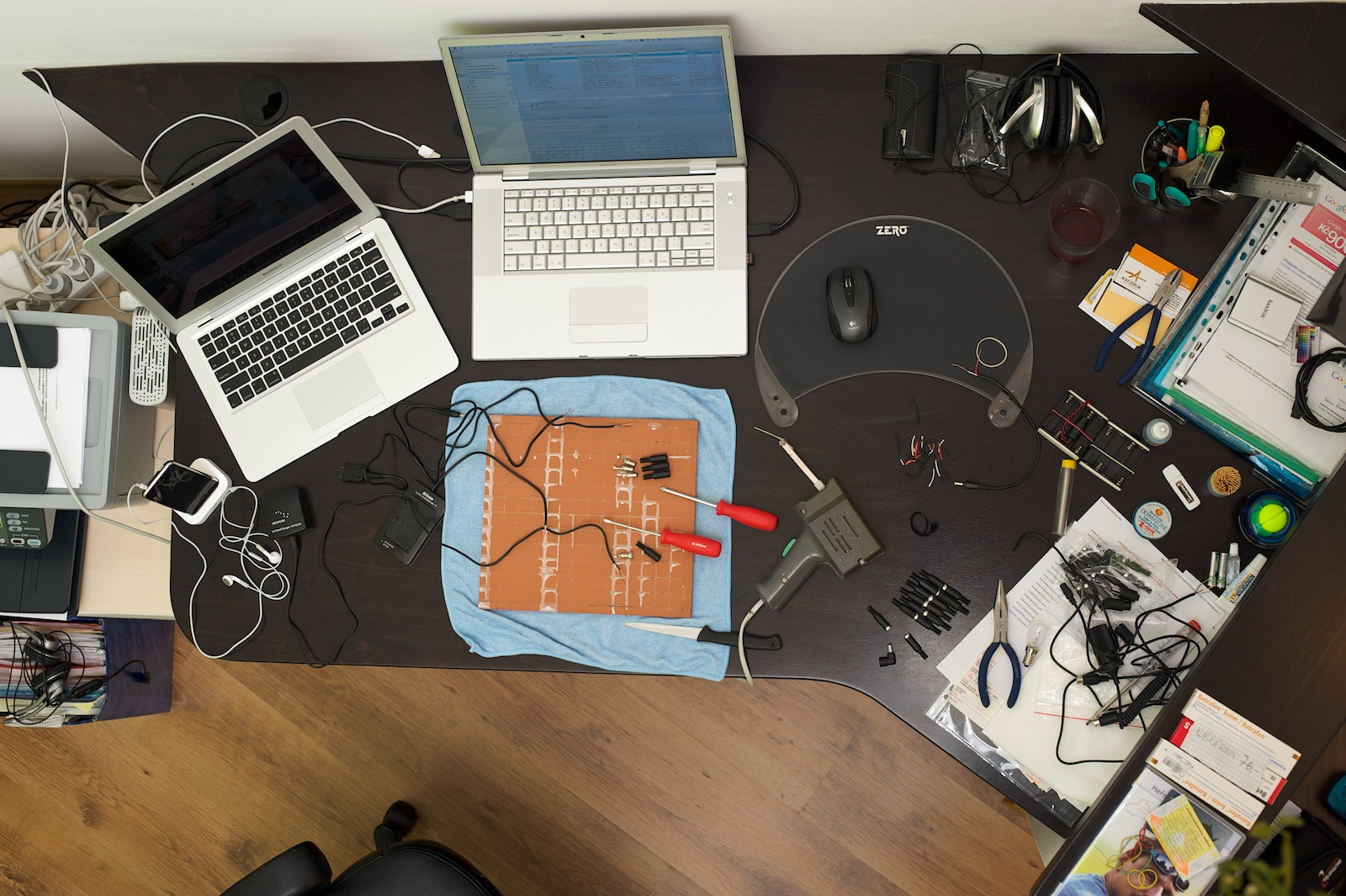
Příprava techniky před expedicí.

Technika tvořila poměrně velkou část výbavy, protože jedním z cílů expedice bylo také zprostředkování expedičního života co největšímu počtu lidí. Z toho důvodu byly denně přímo z ledu zasílány zprávy, fotografie i videa, které byly následně zveřejňovány na expedičních webových stránkách.
Zpráva byla vždy napsána na laptopu MacBook Air (128 GB, solid-state drive, 2 GB) a následně odeslána přes satelitní modem, který funguje pod satelitní sítí Inmarsat, který při dobrém signálu zvládal přenosové rychlosti až 360 kb/s. V případě, že by modem selhal, bylo možné odeslat zprávu i přes satelitní telefon Iridium, který jinak sloužil k telefonickým hovorům.
Veškeré fotografie byly pořízeny na digitální fotoaparát Nikon D700 a objektivy 17–35 mm a 50 mm, taktéž značky Nikon. Videa byla pořizována na HD kameru Panasonic HDC-TM300 nebo na GoPro kameru, která také zvládá HD formát.
Kromě již zmíněné techniky měl každý z členů expedice s sebou ještě iPod Nano a GPS navigaci.
Nabíjení techniky probíhalo výhradně solární energií. Tři solární panely po celý den nabíjely tři speciální expediční baterie, ze kterých byly následně nabíjeny ostatní přístroje. Během slunečného dne se baterie dobily obvykle na zhruba 80 %, což ale bylo dostatečné k udržení laptopu i modemu v chodu po dobu přípravy i odesílání zprávy a také k dobytí veškeré ostatní techniky.

## Expedice v číslech
| Délka trvání přechodu                | 24 dnů 6 hodin             |
| Délka přechodu                       | 647 km (podle GPS)         |
| Skutečně ušlá vzdálenost             | cca 683 km                 |
| Průměrná denní vzdálenost            | 26 km                      |
| Maximální denní vzdálenost           | 36 km                      |
| Hmotnost nákladu na počátku expedice | 108 kg / osoba             |
| Nejnižší naměřená teplota            | -36 °C                     |
| Členové expedice                     | Václav Sůra a Pavel Blažek |

## Historie přechodů jezera Bajkal
- Únor/březen 2003 - Stefan Wackerhagen a Stephan Reichelt z Německa uskutečnili první přechod jezera Bajkal na délku. Jejich přechod proběhl v kategorii unassisted a přechod trval 32 dnů.[3]
- 2007 - Conrad Dickenson, Hilary Dickenson, Alistair Guthrie and Antony Baird překonali délku jezera Bajkal za 21 dnů. Expedice s sebou měla tažné padáky a použila je. Podle jejich zpráv jim ale vhodný vítr foukal za celou dobu pouze na 2,5 hodiny.[4]
- Únor/březen 2008 - Hardy Brandstötter z Rakouska uskutečnil sólo přechod jezera Bajkal. K přechodu používal tažný padák, kolik přesně dnů na ledě strávil neuvádí.[5]
- Únor/březen 2010 - Václav Sůra a Pavel Blažek z České republiky uskutečnili první český přechod jezera Bajkal. Přechod trval 24 dnů a 6 hodin a stal se tak druhým nejrychlejším přechodem jezera na světě v kategorii unassisted.[6]
- Březen 2010 - Ray Zahab a Kevin Vallely z Kanady uskutečnili rychlostní přechod jezera Baikal. Expedice probíhala v kategorii unassisted a s 13 dny a 16 hodinami strávenými na ledě se stala nejrychlejší expedicí na světě, která kdy jezero přešla.[7]
- Únor/březen 2012 - Dalibor Beneš z České republiky uskutečnil první český sólo přechod jezera Bajkal (Expedice Bajkal 2012). Přechod trval 21 dnů a 4 hodiny a stal se tak dle dostupných údajů i nejrychlejším sólovým přechodem jezera na světě v kategorii unsupported a unassisted (vlastními silami, bez podpory a doplňování zásob).[8]